# Insulele Ismail
Insulele Ismail (în ucraineană Регіональний ландшафтний парк «Ізмаїльські острови») este un parc regional peisagistic cu statut de „peisaj marin protejat” din sud-vestul Ucrainei (regiunea Odesa), amplasat în partea nord-vestică a deltei Dunării. Aria protejată include trei insule din brațul Chilia al Dunării: Tătaru (738 ha), Dalerul mare (370 ha) și Dalerul mic (258 ha), situate în raionul Ismail, în apropierea satului Necrasovca-Veche.
Insulele sunt de origine aluvionară. Relieful insulelor este constituit din aluviunile depuse pe care crește pădurea inundabilă cu specii ca: salcie albă, plop alb, plop negru, ulmus laevis, fraxinus lanceolata, stejar, care crește în combinație cu vegetația de luncă. Printre tufișuri este răspândit murul. Vitis sylvestris și periploca graeca de asemenea cresc în pădurea inundabilă.
Un ecosistem insular deosebit îl reprezintă insula Tătaru, care impresionează prin frumusețea sa datorită lacului pitoresc interior și a pădurii inundabile, unde se întâlnesc specii de mamifere ca: mistreț, vulpe, vidră, câine enot, bursuc și altele.
Sunt prezente plante din Cartea Roșie a Ucrainei (ferigă plutitoare, nymphoides peltata) și lista roșie a regiunii Odesa (nufăr alb, nufăr galben, viță de vie sălbatică). Dintre păsări există cormoran mic, pelican roz, pelican creț, etc. A fost înregistrată cuibărirea fiabilă a 60 de specii de păsări, alte 17 specii cuibăresc în mod neregulat. Reprezentanții a 13 specii, vizitează insulele în mod regulat în timpul perioadei de cuibărit.